# Цунцзян
25°44′56″ пн. ш. 108°54′27″ сх. д. / 25.74886° пн. ш. 108.90757° сх. д.
Цунцзян (кит. 从江县, пін. Cóngjiāng Xiàn) — один із повітів КНР у складі Цяньдуннань-Мяо-Дунської автономної префектури, провінція Гуйчжоу. Адміністративний центр — містечко Бінмей.

## Географія
Цунцзян у середньому розташовується на висоті близько 253 метрів над рівнем моря на сході Юньнань-Гуйчжоуського плато. Лежить у долині річки Дулюцзян на схід від хребта Цзюваньдашань.

### Клімат
Повіт знаходиться у зоні, котра характеризується вологим субтропічним кліматом. Найтепліший місяць — липень із середньою температурою 27,4 °C. Найхолодніший місяць — січень, із середньою температурою 7,8 °С.
| Клімат повіту Цунцзян                              | Клімат повіту Цунцзян | Клімат повіту Цунцзян | Клімат повіту Цунцзян | Клімат повіту Цунцзян | Клімат повіту Цунцзян | Клімат повіту Цунцзян | Клімат повіту Цунцзян | Клімат повіту Цунцзян | Клімат повіту Цунцзян | Клімат повіту Цунцзян | Клімат повіту Цунцзян | Клімат повіту Цунцзян | Клімат повіту Цунцзян |
| Показник                                           | Січ.                  | Лют.                  | Бер.                  | Квіт.                 | Трав.                 | Черв.                 | Лип.                  | Серп.                 | Вер.                  | Жовт.                 | Лист.                 | Груд.                 | Рік                   |
| Середній максимум, °C                              | 11,7                  | 14,9                  | 18,8                  | 24,7                  | 28,4                  | 30,7                  | 32,8                  | 33,2                  | 30,4                  | 25,2                  | 20,5                  | 14,8                  | 23,8                  |
| Середня температура, °C                            | 7,8                   | 10,4                  | 14                    | 19,4                  | 23,1                  | 25,9                  | 27,4                  | 27,1                  | 24,3                  | 19,6                  | 14,8                  | 9,8                   | 18,6                  |
| Середній мінімум, °C                               | 5,4                   | 7,5                   | 10,9                  | 15,7                  | 19,5                  | 22,7                  | 23,9                  | 23,3                  | 20,5                  | 16,2                  | 11,4                  | 6,7                   | 15,3                  |
| Норма опадів, мм                                   | 41.9                  | 47.6                  | 84.8                  | 110.8                 | 194.9                 | 232.9                 | 181.4                 | 116                   | 75.6                  | 72                    | 51                    | 35.4                  | 1244.3                |
| Вологість повітря, %                               | 79                    | 78                    | 79                    | 79                    | 82                    | 84                    | 82                    | 81                    | 80                    | 81                    | 80                    | 77                    | 80                    |
| -------------------------------------------------- | --------------------- | --------------------- | --------------------- | --------------------- | --------------------- | --------------------- | --------------------- | --------------------- | --------------------- | --------------------- | --------------------- | --------------------- | --------------------- |
| Джерело: Дані метеостанції №57936 (КНР, 1991-2020) |                       |                       |                       |                       |                       |                       |                       |                       |                       |                       |                       |                       |                       |